# Kokosan
Kokosan is een bestuurslaag in het regentschap Klaten van de provincie Midden-Java, Indonesië. Kokosan telt 1839 inwoners (volkstelling 2010).